# Горациевский
Горациевский — упразднённый посёлок в Зейском районе Амурской области России. Исключен из учётных данных в 1976 году.

## География
Посёлок располагался на одноимённом ручье, притоке реки Джалта, на расстоянии примерно 5 километров (по прямой) к юго-западу от поселка Кировский.

## История
По данным 1926 года на прииске Горациевский имелось 11 хозяйств1 и проживало 37 человек (34 мужчины и 3 женщины). В национальном составе населения преобладали китайцы. В административном отношении входил в состав Дамбукинского сельсовета Зейского района Зейского округа Дальневосточного края.
Решением Амурского исполкома от 18 мая 1976 года № 208, посёлок Горациевский исключён из учётных данных как фактически не существующий.